# Saboteur
Saboteur (prt: Sabotagem; bra: Sabotador) é um filme de suspense de espionagem americano de 1942 dirigido por Alfred Hitchcock e com roteiro escrito por Peter Viertel, Joan Harrison e Dorothy Parker. O filme é estrelado por Robert Cummings, Priscilla Lane e Norman Lloyd.
O thriller de espionagem tem como protagonista o "cara errado", onde um homem comum e inocente é incriminado como sabotador e deve confrontar e capturar o verdadeiro quinto colunista e sabotador estrangeiro, a fim de limpar seu nome. A trama envolve uma perseguição pelo país e conta com humor em mensagens de outdoor e narrativas patrióticas. Este foi um dos thrillers notáveis do diretor Alfred Hitchcock, especialmente conhecido por sua sequência climática no topo da Estátua da Liberdade.

## Sinopse
Durante a Segunda Guerra Mundial, Barry Kane, um trabalhador de uma fábrica de aviões, é acusado de causar um incêndio que mata seu amigo. Kane se torna um foragido e tentar descobrir toda a verdade, mas acaba envolvido em situações rodeadas de inimigos e traidores.

## Elenco

### Atores creditados
- Robert Cummings: Barry Kane
- Priscilla Lane: Patricia "Pat" Martin
- Otto Kruger: Charles Tobin
- Vaughan Glaser: Phillip Martin
- Alan Baxter: Sr. Freeman
- Clem Bevans: Neilson
- Norman Lloyd: Frank Fry
- Alma Kruger: Sra. Henrietta Van Sutton
- Vaughan Glaser: Tio Phillip Martin (creditado como Vaughan Glazer)
- Dorothy Peterson: Sra. Mason
- Ian Wolfe: Robert
- Frances Carson: Mulher da Sociedade
- Murray Alper: Motorista de caminhão
- Kathryn Adams: Sra. Brown (filha de Tobin)
- Pedro de Córdoba: Homem Esqueleto - Trupe de Circo
- Marie LeDeaux: Tatania, a mulher de peso
- Billy Curtis: Major/Anão - Grupo de Circo
- Jean Romer: gêmea siamesa (como Jeanne Romer)
- Laura Mason: gêmea siamesa (como Lynn Romer)
- Anita Sharp-Bolster: Esmeralda, a Mulher Barbada (creditada como Lorelei)

### Atores não creditados
- Hardie Albright: Um detetive
- Oliver Blake: Vice-xerife motorista
- Paul E. Burns: O fazendeiro
- Hans Conried: Edward
- Pat Flaherty: George
- Charles Halton: O segundo xerife
- Selmer Jackson: Chefe do FBI
- Will Lee: Rogers
- Belle Mitchell: Adele, a empregada doméstica de Tobin
- Margaret Moffatt: Sra. Moore
- Virgil Summers: Ken Mason
- Matt Willis: O xerife
- Will Wright: J.C. Lormans
- Barton Yarborough: Agente do FBI na casa de Mason
- Ralph Dunn: Agente do FBI na casa de Mason
- Duke York: Vice-xerife

## Produção

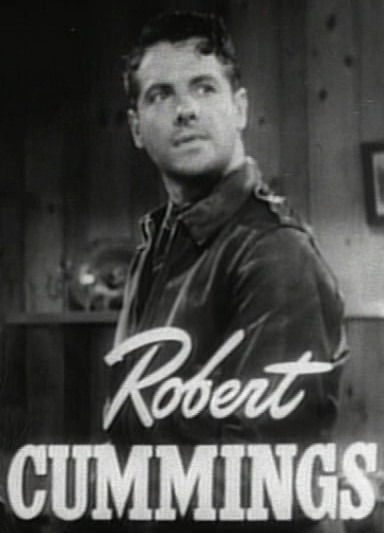
Robert Cummings interpreta Barry Kane, a vítima da conspiração.

Hitchcock estava sob contrato com David O. Selznick, então ele primeiro apresentou a ideia do filme a ele; Selznick deu permissão para que um roteiro fosse escrito, designando John Houseman para ficar de olho em seu progresso e direção. Val Lewton, o editor de histórias de Selznick, acabou rejeitando o roteiro, que o crítico Leonard Maltin mais tarde chamou de "extremamente excêntrico", então Selznick forçou Hitchcock a oferecê-lo a outros estúdios, "causando ressentimentos entre o produtor e seu diretor, pois não apenas mostrava uma falta de crença nas habilidades de Hitchcock, mas também porque os termos do contrato de Hitchcock renderiam a Selznick um lucro de trezentos por cento na venda.
David O. Selznick contrata a produtora Joan Harrison com quem já havia trabalhado em Rebecca para escrever o roteiro. Ela se retira logo depois para escrever Phantom Lady, um filme que ela produziria, e Peter Viertel foi contratado para terminar o roteiro. No entanto, em novembro de 1941, Selznick tentou vender o filme para várias produtoras porque, julgando o cenário medíocre, ele não queria mais fazê-lo sozinho. Ele teve dificuldade em encontrar um comprador e, finalmente, em novembro de 1941, foram Frank Lloyd e Jack H. Skirball quem o comprou por US$ 20.000.
A Universal trouxe Dorothy Parker para escrever algumas cenas, "principalmente os discursos patrióticos feitos pelo herói". Embora Parker tenha sido contratada para "iniciar o diálogo", Hitchcock também chamou Peter Viertel para continuar trabalhando no roteiro. A produção do filme começou menos de duas semanas após o ataque a Pearl Harbor. As críticas começam a cair sobre Alfred Hitchcock e os britânicos que não voltam para a Inglaterra, também em guerra. Com os Estados Unidos estando em guerra, é impossível filmar cenas em fábricas que estão em plena produção militar. O filme deve ser feito em estúdio.
Hitchcock descreveu o filme como uma série de "participações especiais" como The 39 Steps. A intenção original era terminar com um clímax no cinema no qual exibir-se-ia o filme Ride 'Em Cowboy de Abbott e Costello. De acordo com o The New York Times, "o estúdio sente que a reserva aumentará materialmente o prestígio dos comediantes". No entanto, esse filme não foi usado no filme final.

## Atores

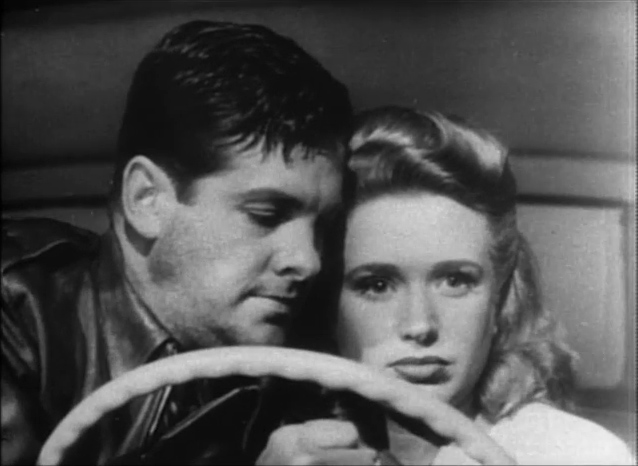
Robert Cummings e Priscilla Lane no trailer do filme.

Saboteur é o primeiro filme americano de Alfred Hitchcock com um elenco totalmente americano. A Universal assinou contrato, mas Hitchcock não poderia ter os dois atores que queria para os papéis principais. Gary Cooper não estava interessado no projeto e Barbara Stanwyck tinha outros compromissos. Antes de se retirar do projeto, Selznick interrompe sua escolha de Gene Kelly para desempenhar o papel principal. Por fim, Hitchcock escolhe Robert Cummings, que tinha um novo contrato com a Universal, enquanto Priscilla Lane foi emprestada da Warner Bros., embora suas cenas tivessem que esperar enquanto ela terminava Arsenic and Old Lace, uma produção que acabou sendo arquivada até seu lançamento em 1944. Hitchcock disse mais tarde que teve "sorte" de ter "jogadores jovens inteligentes e sensíveis à direção" e "jogadores que são inconfundivelmente jovens americanos. Foi fácil trazer à tona as qualidades familiares para fazer Bob parecer o menino adorável no próximo torno ou ao virar da esquina. Também em Priscilla eu tinha os atributos resolutos e ousados típicos da infância feminina americana. Eu queria que o menino e a menina em Saboteur sugerissem a emocionante importância de pessoas sem importância, para esquecer que eles eram estrelas de cinema, para lembrar apenas que eles estavam livres e em perigo terrível."
Para o sabotador, Hitchcock pede a John Houseman, que contribuiu para o esboço do roteiro, que encontre um jovem ator ainda desconhecido. Houseman então recomenda o diretor Norman Lloyd. Hitchcock o faz passar num teste depois de apresentar o personagem. Lloyd então interpreta um trecho de uma peça chamada Blind Alley, na qual pouco antes ele desempenhou o papel de um assassino. Como ator de teatro muito expressivo que é, Norman Lloyd exagera, mas Hitchcock encontra no ator o que procurava. Virgil Summers faz parte da equipe técnica do filme, como assistente elétrico, e é notado por Hitchcock que o escolhe para fazer o papel da vítima do incêndio no início do filme.
Apesar de sua repulsa pela política e mensagens de valores sociais, Alfred Hitchcock aproveitou o personagem interpretado por Vaughan Glaser, o cego que acolheu Barry Kane, para denunciar e condenar a maldade que reinava no mundo naquela época. De fato, o personagem, pacífico e gentil, reivindica valores políticos guiados por seus bons sentimentos.
A caracterização dos traidores reflete perfeitamente o cuidado particular que Hitchcock tem em desenhar seus “vilões”, nos quais baseia em grande parte o sucesso de seus filmes. Ele adota a visão oposta das convenções, situando-os nas classes superiores, entre aquelas pessoas cuja retidão e integridade são comumente aceitas. Este ponto é apoiado em certas linhas de diálogo que podem ser atribuídas a Dorothy Parker, uma autora muito marcada à esquerda em um período em que o patriotismo cego era essencial. É significativo o seu contributo muito controlado (muitas cenas alternativas foram filmadas ou consideradas para depois acertar com os censores), sendo a sua assinatura perfeitamente perceptível na cena do caminhão ou no discurso do ermitão cego sobre os excessos patrióticos e o dever de por vezes fugir à lei.

## Cameode Alfred Hitchcock
Como sempre, Hitchcock faz uma aparição furtiva em seu filme. Para a filmagem de sua pequena cena, ele pede para contracenar com Carol Stevens, sua secretária na época. Norman Lloyd lembra:

"Eles tiveram que se fazer de surdos e mudos andando pela rua. Hitchcock teve que usar a linguagem de sinais e Stevens teve que dar um tapa nele por fazer uma proposta inadequada."
A cena é filmada, mas não é mantida porque os diretores do estúdio não acham correto dar tal imagem de pessoas com deficiência. Ele finalmente se resigna a fazer uma mera aparição visível aos 64 minutos em uma rua de Nova York, quando o carro dos conspiradores pára perto de uma banca de jornal.

## Efeitos especiais

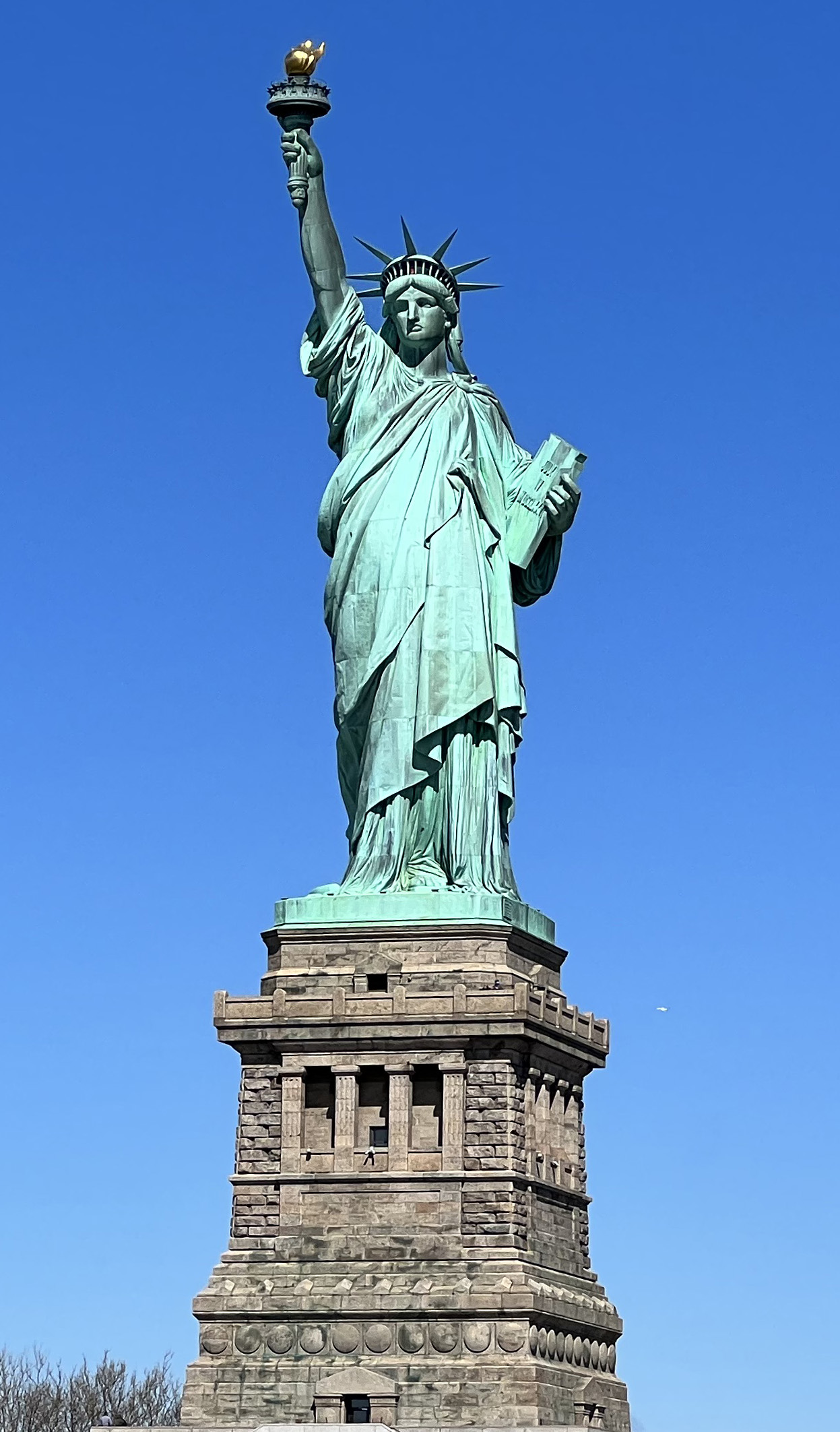
A Estátua da Liberdade, cenário do epílogo do filme.

Com um orçamento apertado, Hitchcock e seu desenhista de produção Robert Boyle (com quem Hitchcock iniciou uma longa e frutífera colaboração) redescobriram a necessidade de usar todos os efeitos especiais experimentados durante o período na Inglaterra. Pensa-se particularmente nos 39 passos cuja construção este filme claramente empresta.
Hitchcock imagina um processo simples para dar a impressão de pessoas voando. Ele filma de cima a baixo todos aqueles que deveriam estar próximos ao barco durante a tentativa de destruir o sabotador, dando a ilusão de que foram lançados ao ar pelo sopro da explosão. Um pouco mais tarde no filme, o sabotador vê um navio virado de lado que é na verdade o SS Normandie filmado pela televisão durante o incêndio, cujas imagens foram reutilizadas por Hitchcock. A Marinha dos Estados Unidos se voltou contra a Universal Pictures, acusando-a de insinuar que o transatlântico havia sido alvo de sabotagem. Essa contribuição de um Hitchcock oportunista e reativo é muitas vezes apresentada para discutir a validade do mito do “filme constrói o papel” mantido pelo diretor.
Durante a sequência em que os heróis se escondem na caravana do circo, Alfred Hitchcock usa a perspectiva forçada para dar a impressão de um grande número de caravanas durante a busca policial. Na cena em que se vê toda a caravana, na verdade são homens baixinhos que vasculham os pequenos trailers ao fundo. Quando eles vêm à tona, no nível do último carro, são policiais em tamanho real entrando em um trailer em tamanho real. Para a queda do sabotador, é de fato a câmera que sobe a uma altura de doze metros. O próprio ator está sentado em um assento e simula a queda por meio de gestos. A montagem feita dá a impressão de que o sabotador cai da Estátua da Liberdade.

## Recepção

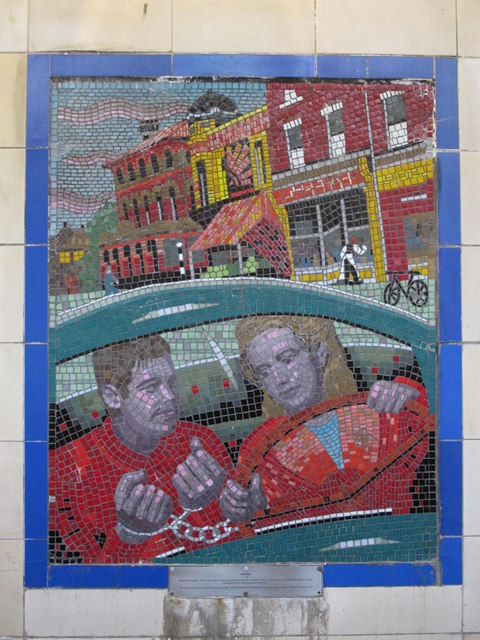
Cena do filme reproduzida em mosaico na estação de metrô Leytonstone, em Londres.

Saboteur foi "muito bem nas bilheterias, mesmo com seu elenco da lista B" e gerou "um bom lucro para todos os envolvidos". Bosley Crowther, do The New York Times, chamou o filme de "um filme rápido e de alta tensão que se lança para a frente tão rapidamente que permite uma pequena oportunidade de olhar para trás. E abre os buracos e solavancos que o atormentam com uma velocidade que tenta vigorosamente encobri-los." Crowther comentou que "tão abundantes [são] os eventos de tirar o fôlego que se pode esquecer, no burburinho, que não há lógica nessa perseguição inútil"; ele também questionou a "apresentação casual do FBI como um bando de idiotas desajeitados, a desconsideração geral [do filme] por agentes autorizados e [sua] calúnia à polícia do estaleiro naval", tudo o que "de certa forma vicia as implicações patrióticas que eles tentaram enfatizar no filme."
A revista Time chamou Saboteur de "uma hora e 45 minutos de melodrama quase puro-simon da mão do mestre"; os "toques artísticos" do filme servem a outro propósito que é apenas incidental para a intenção melodramática de Saboteur. Eles alertam os americanos, como Hollywood até agora falhou em fazer, que os quinta-colunistas podem ser cidadãos aparentemente limpos e patrióticos, assim como eles."
Norman Lloyd lembra que Ben Hecht disse a Hitchcock depois de ver a morte de um personagem no final: "Ele deveria ter um alfaiate melhor." O crítico Rob Nixon, escrevendo para a Turner Classic Movies, aponta que Saboteur compartilha vários elementos essenciais com o filme posterior de Hitchcock, Intriga Internacional (1959), incluindo o protagonista cidadão comum que é acusado de um crime terrível e deve evitar ser capturado pela polícia enquanto ele tenta resolver o mistério e limpar seu nome (tema recorrente nos filmes de Hitchcock); e, a cena culminante em que o protagonista tenta salvar outro personagem da queda de um enorme monumento nacional.
Terminado o filme, Alfred Hitchcock sente um arrependimento: é ter suspendido o sabotador no braço da Estátua da Liberdade e não o herói. Ele achava que o público teria se identificado mais com Barry Kane se ele fosse o vilão. Filme feito durante o período menos suntuoso do diretor, o qual ainda não se firmou nos Estados Unidos, Saboteur, no entanto, continua sendo um filme muito importante para Hitchcock por causa de seu sucesso comercial em um contexto difícil em que o mercado europeu está fechado. Primeiro passo na afirmação da sua singularidade e da sua independência, que materializa no ano seguinte com a mesma produtora independente. De fato, foi com Shadow of a Doubt (1943) que Hitchcock finalmente floresceu como um “diretor americano”.